# Ramo de oliveira

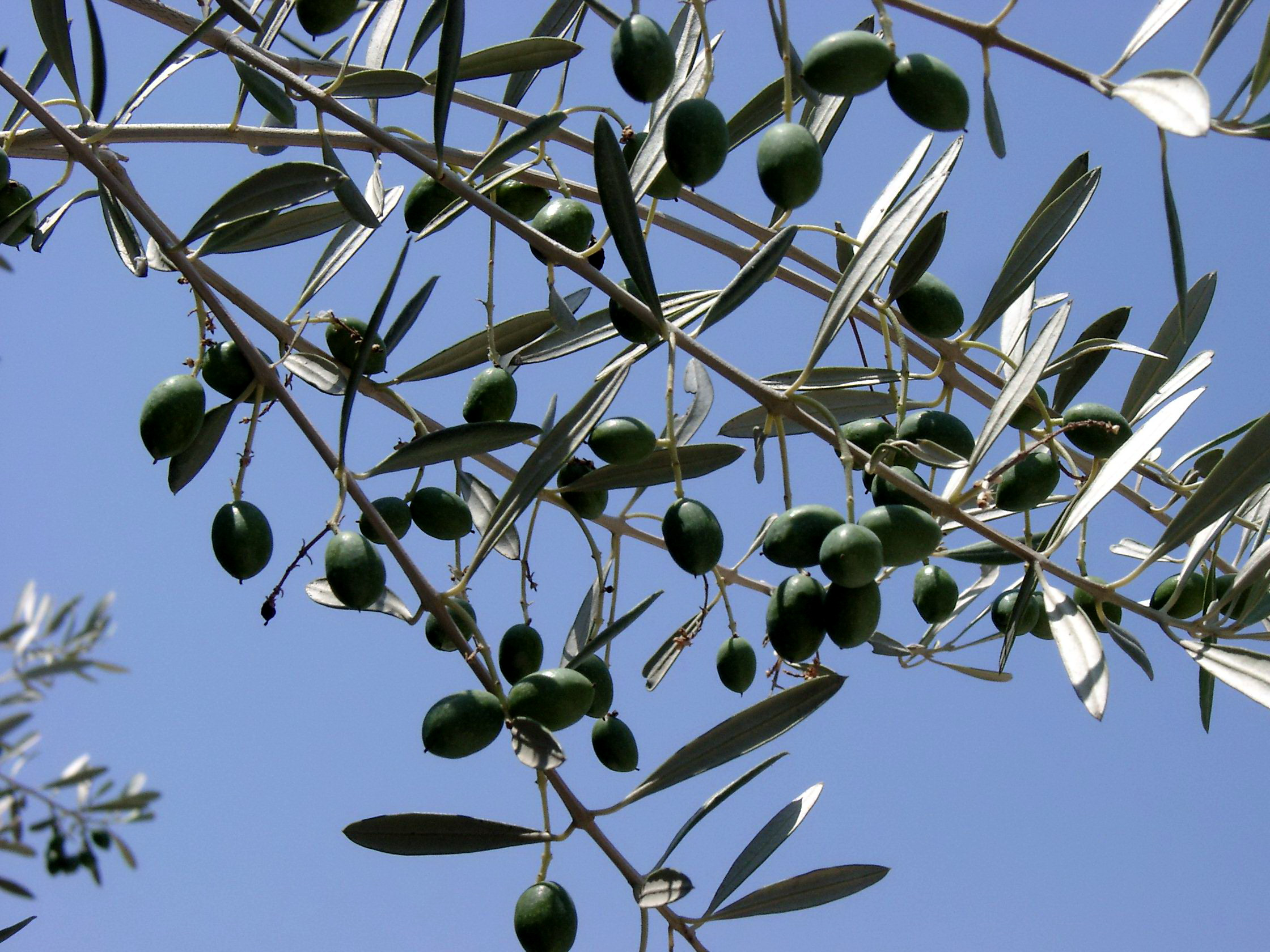
Um ramo de oliveira.

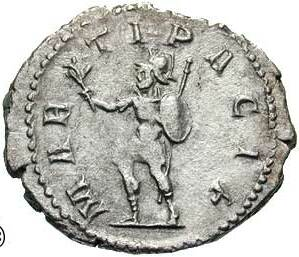
Marte Pacifer carregando um ramo de oliveira no reverso de uma moeda, cunhada sob as luzes e reverso (Aemilianus).

O ramo de oliveira é um símbolo de paz e vitória associado aos costumes da Grécia antiga e relacionado com súplicas aos deuses e pessoas no poder. É encontrado na maioria das culturas da bacia do Mediterrâneo e tornou-se associado à paz no mundo moderno.

## No mundo greco-romano

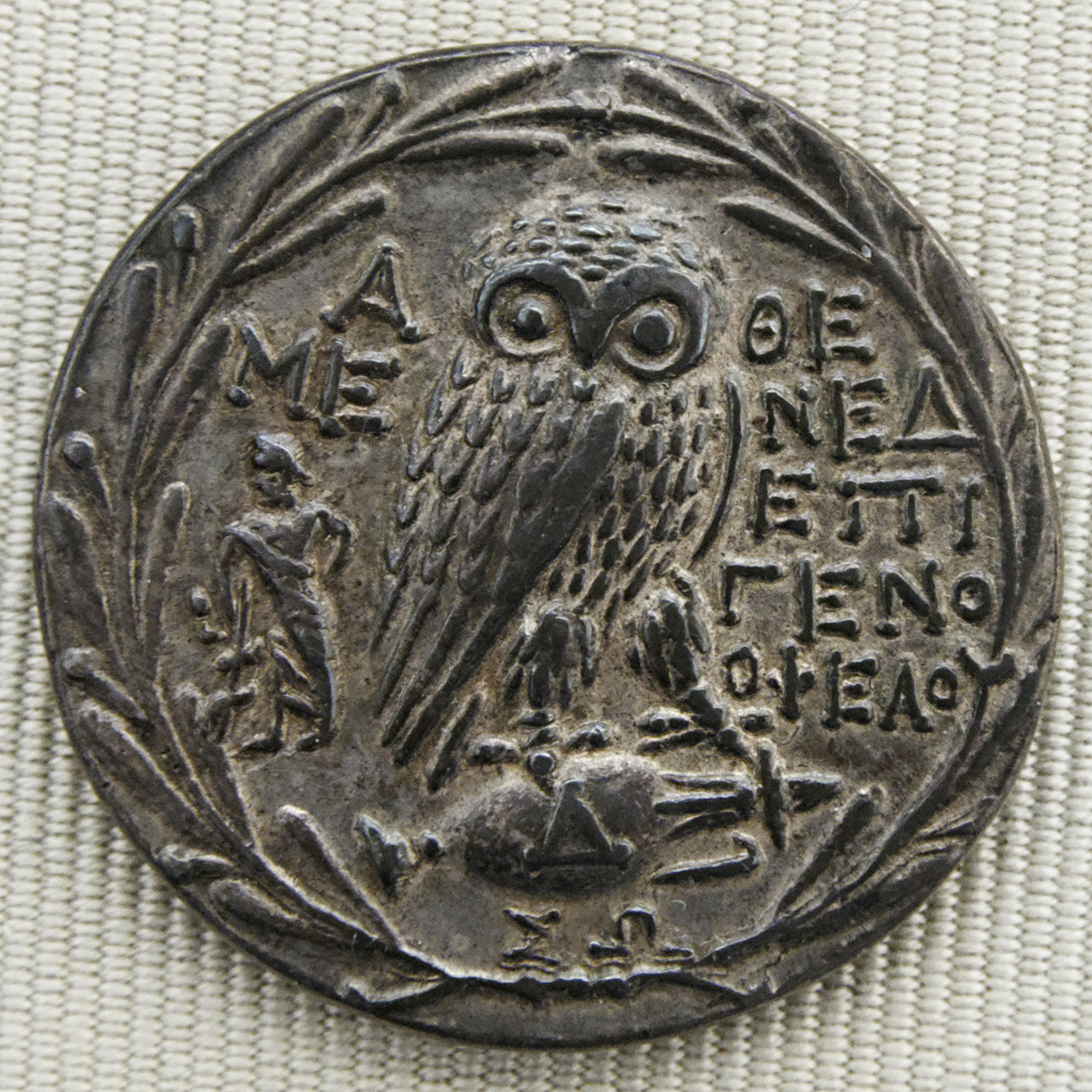
Coruja em pé sobre ânfora, toda rodeada por uma coroa de folhas de oliveira. Tetradracma de prata grego de Atenas, c. 200–150 AC.

Na tradição grega, uma hiketeria (ἱκετηρία) era um ramo de oliveira segurado pelos suplicantes para mostrar seu status como tal quando se aproximavam de pessoas com poder ou em templos quando suplicavam aos deuses.
Na mitologia grega, Atena competiu com Poseidon pela posse de Atenas. Poseidon reivindicou a posse enfiando seu tridente na Acrópole, de onde jorrou um poço de água do mar. Atena tomou posse plantando a primeira oliveira ao lado do poço. A corte dos deuses e deusas decidiu que Atena tinha mais direito à terra porque ela havia lhe dado o melhor presente. Coroas de oliveiras eram usadas pelas noivas e concedidas aos vencedores olímpicos.
O ramo de oliveira era um dos atributos de Eirene nas moedas imperiais romanas. Por exemplo, o reverso de um tetradracma de Vespasiano de Alexandria, 70-71 d.C., mostra Eirene em pé segurando um galho para cima com a mão direita.
O poeta romano Virgílio (70-19 aC) associou "a oliva gorda" à deusa Pax (a Eirene romana) e usou o ramo de oliveira como símbolo de paz em sua Eneida:

No alto da popa Enéias está em sua posição,

E segurou um ramo de oliveira na mão,

Enquanto assim ele falava: "As armas dos frígios, veja,

Expulsos de Tróia, provocado na Itália

Por inimigos latinos, com guerra injustamente feita;

A princípio prometido e finalmente traído.

Esta mensagem traz: Os troianos e seus chefes

Traga a paz sagrada e implore o alívio do rei."
Para os romanos, havia uma relação íntima entre a guerra e a paz, e Marte, o deus da guerra, tinha outro aspecto, Marte Pacifer, Marte o portador da Paz, que aparece nas moedas do Império Romano posterior com um ramo de oliveira. Apiano descreve o uso do ramo de oliveira como um gesto de paz pelos inimigos do general romano Cipião Emiliano na Guerra Numantina e por Asdrúbal, o Beotarca de Cartago.
Embora a paz estivesse associada ao ramo de oliveira durante a época dos gregos, o simbolismo tornou-se ainda mais forte sob a Pax Romana, quando os emissários usaram ramos de oliveira como símbolos de paz.

## Cristianismo primitivo

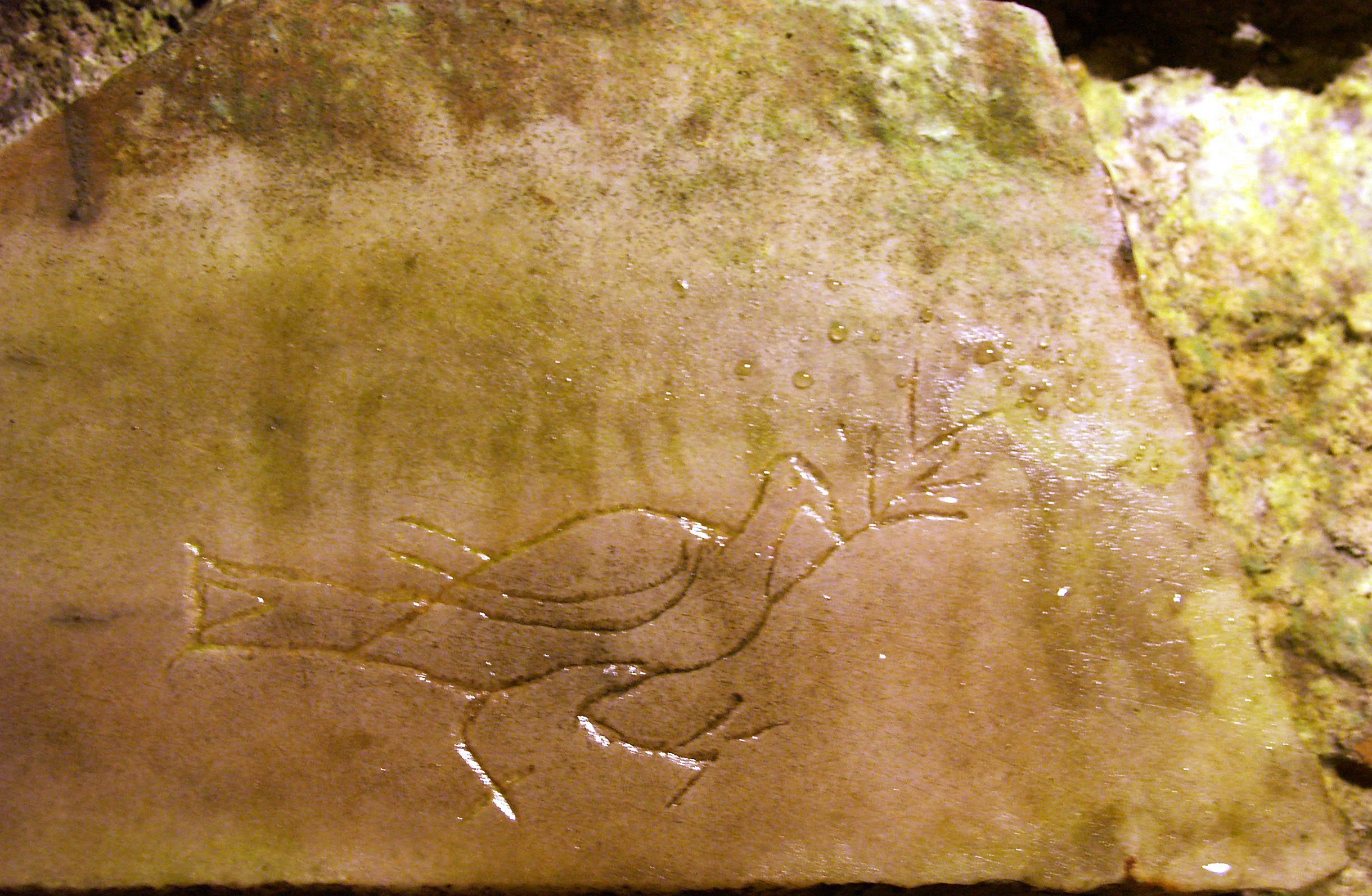
Uma pomba com um ramo de oliveira, Catacumbas de Domitila, Roma.

O ramo de oliveira aparece com uma pomba na arte cristã primitiva. A pomba deriva da comparação do Espírito Santo nos Evangelhos e o ramo de oliveira do simbolismo clássico. Os primeiros cristãos, segundo Winckelmann, muitas vezes alegorizavam a paz em seus sepulcros pela figura de uma pomba carregando um ramo de oliveira no bico. Por exemplo, na Catacumba de Priscila em Roma (séculos II a V DC) há uma representação de três homens (tradicionalmente considerados Sadraque, Mesaque e Abednego do Livro de Daniel) sobre os quais paira uma pomba com um ramo; e em outra das catacumbas romanas há uma escultura em relevo raso mostrando uma pomba com um galho voando até uma figura marcada em grego ΕΙΡΗΝΗ (Eirene, ou Paz).
Tertuliano (c. 160 - c. 220) comparou a pomba de Noé na Bíblia Hebraica, que "anunciou ao mundo o abrandamento da ira divina, quando ela foi enviada para fora da arca e voltou com o ramo de oliveira", com o Espírito Santo no batismo "trazendo-nos a paz de Deus, enviada dos céus". Em sua tradução latina da história de Noé, do século IV, São Jerônimo traduziu "folha de oliveira" (hebraico alé zayit) em Gênesis 8:11 como "ramo de oliveira" (latim ramum olivae). No século V, altura em que uma pomba com um ramo de oliveira se estabeleceu como símbolo cristão da paz, Santo Agostinho escreveu em Sobre a Doutrina Cristã que, "a paz perpétua é indicada pelo ramo de oliveira (oleae ramusculo) que a pomba trouxe com ele quando retornou para a arca." Contudo, na tradição judaica, não há associação da folha de oliveira com a paz na história do dilúvio.

## Uso moderno

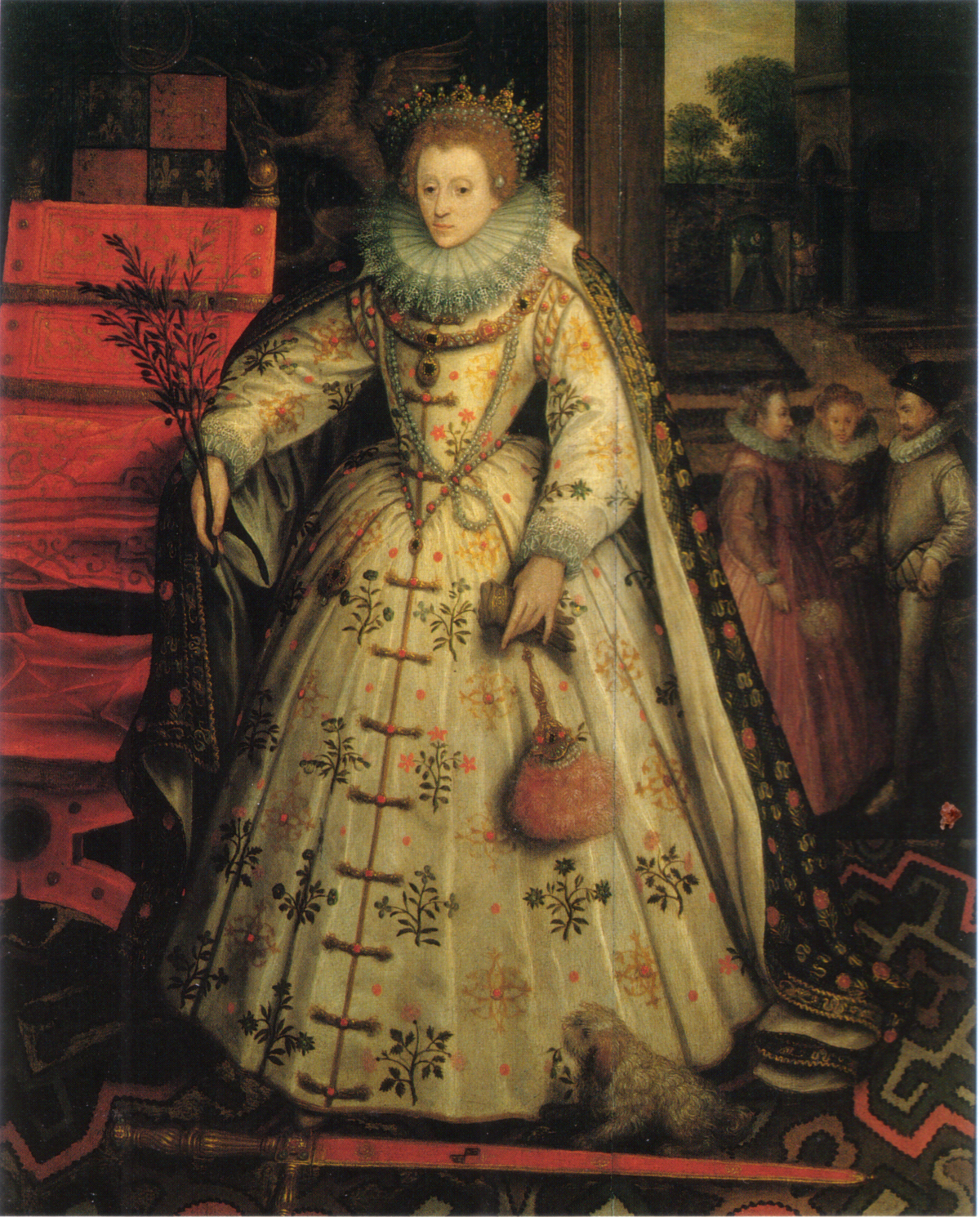
Retrato da Rainha Isabel I de Marcus Gheeraerts, o Velho, pintado entre 1580 e 1585, e mostrando-a com um ramo de oliveira na mão direita e apoiada na espada da Justiça.

Um ramo de oliveira, às vezes segurado por uma pomba, foi usado como símbolo de paz na Grã-Bretanha, na França e na América do século XVIII. Um retrato de Luís XV de 1729, feito por François Lemoyne, retrata-o oferecendo um ramo de oliveira à Europa. Uma nota de £ 2 da Carolina do Norte (1771) representava a pomba e a oliveira com um lema que significa: "Paz restaurada". A nota de US$ 40 da Geórgia de 1778 retratava a pomba e a oliveira e uma mão segurando uma adaga, com um lema que significa "Ou guerra ou paz, preparado para ambas". O ramo de oliveira apareceu como símbolo da paz em outras gravuras do século XVIII. Em janeiro de 1775, o frontispício da London Magazine publicou uma gravura: "A paz desce sobre uma nuvem do Templo do Comércio", na qual a Deusa da Paz traz um ramo de oliveira para a América e a Britânia. Uma petição adotada pelo Congresso Continental americano em julho de 1775 na esperança de evitar uma guerra total com a Grã-Bretanha foi chamada de Petição do Ramo de Oliveira.

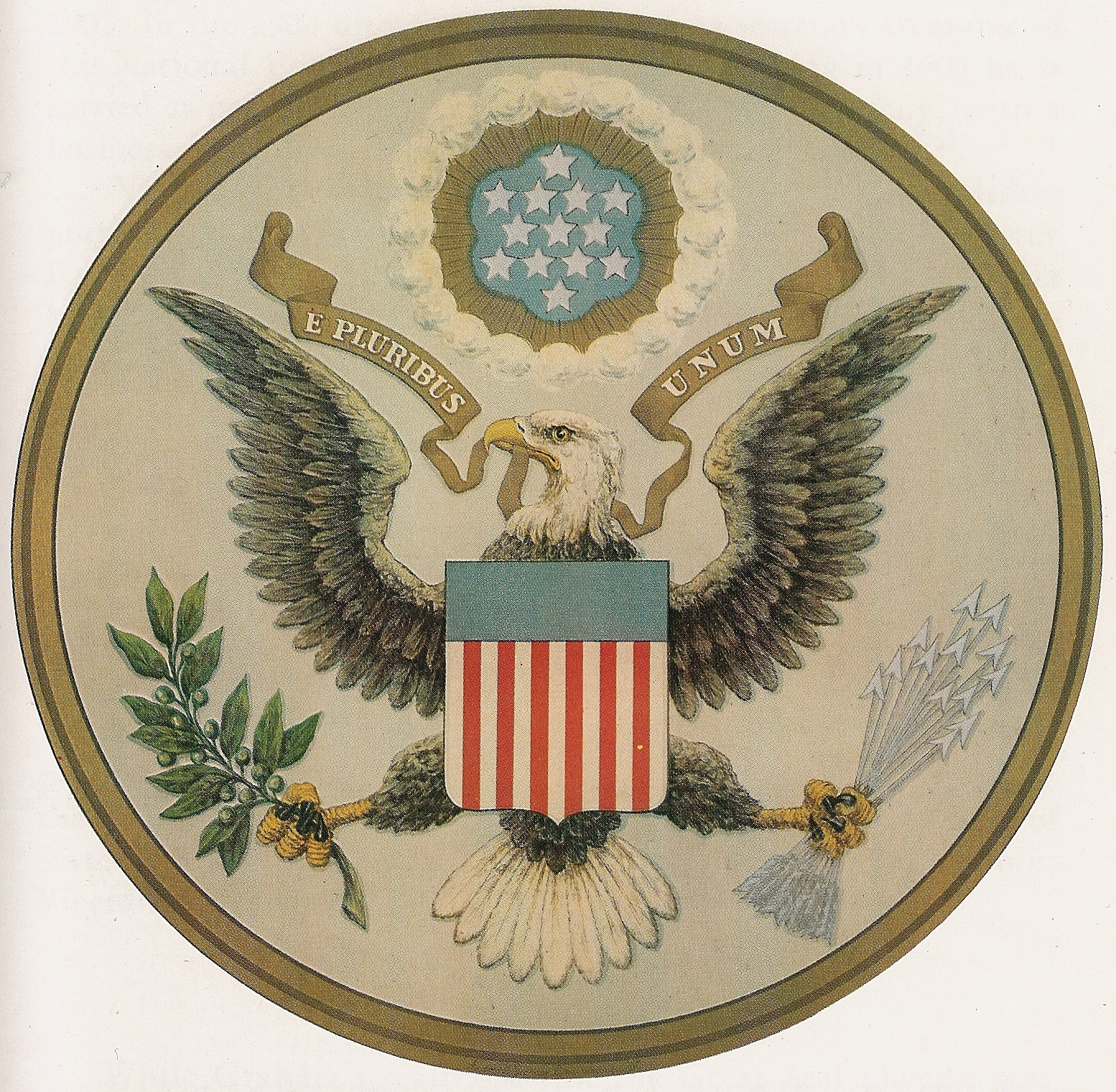
O desenho anverso de 1885 do Grande Selo dos Estados Unidos.

Em 4 de julho de 1776, foi aprovada uma resolução que permitiu a criação do Grande Selo dos Estados Unidos. No Grande Selo, há uma águia segurando um ramo de oliveira na garra direita. O ramo de oliveira é tradicionalmente reconhecido como um símbolo da paz. Foi adicionado ao selo em março de 1780 pela segunda comissão nomeada pelo Congresso para projetar o selo. O ramo de oliveira tem treze azeitonas e treze folhas de oliveira para representar as treze colónias originais. Mais tarde, a águia-careca e o feixe de treze flechas foram adicionados. A ideia do ramo de oliveira se opondo ao feixe de treze flechas era "denotar o poder de paz e guerra que pertence exclusivamente ao Congresso".
A bandeira de Chipre e o brasão de Chipre usam ramos de oliveira como símbolos da paz entre as comunidades do país; também aparece na bandeira da Eritreia. Ramos de oliveira podem ser encontrados em muitos emblemas e distintivos policiais em todo o mundo para significar paz.
O emblema e a bandeira das Nações Unidas apresentam um par de ramos de oliveira estilizados em torno de um mapa-múndi.
O ramo de oliveira também é um símbolo de paz nas tradições folclóricas árabes. Em 1974, o líder palestino Yasser Arafat trouxe um ramo de oliveira para a Assembleia Geral da ONU e disse: "Hoje vim trazendo um ramo de oliveira e uma arma de combatente pela liberdade. Não deixem o ramo de oliveira cair da minha mão."
Várias cidades foram nomeadas Olive Branch como um símbolo de vida pacífica, como Olive Branch, Mississippi. Alguns nomes e sobrenomes ocidentais, como "Oliver", "Olivier" e "Olifant" aludem a um ramo de oliveira.

## Galeria

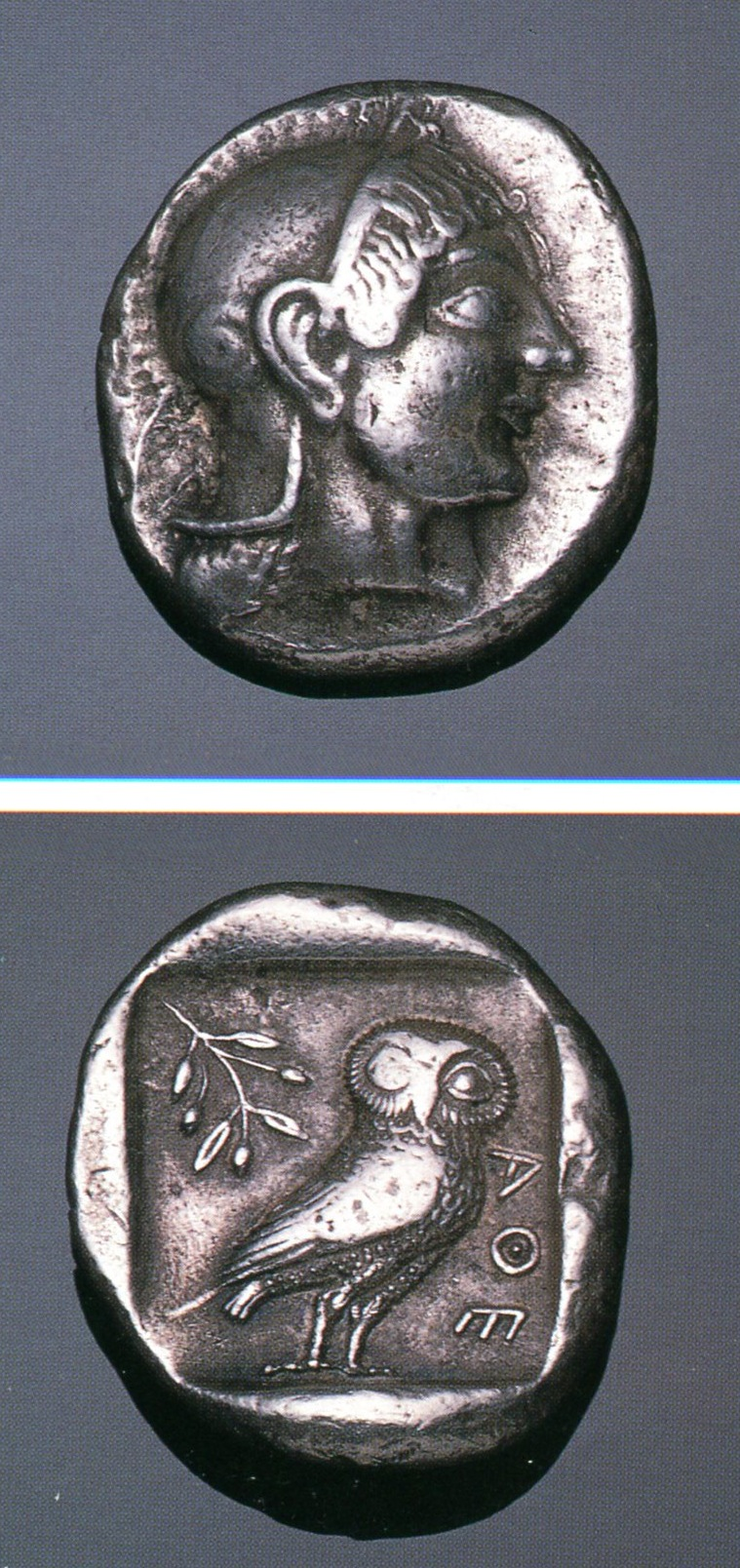
Tetradracma de prata grego de Atenas, na Ática, mostrando a deusa Atena e uma coruja com um ramo de oliveira; século VI aC.
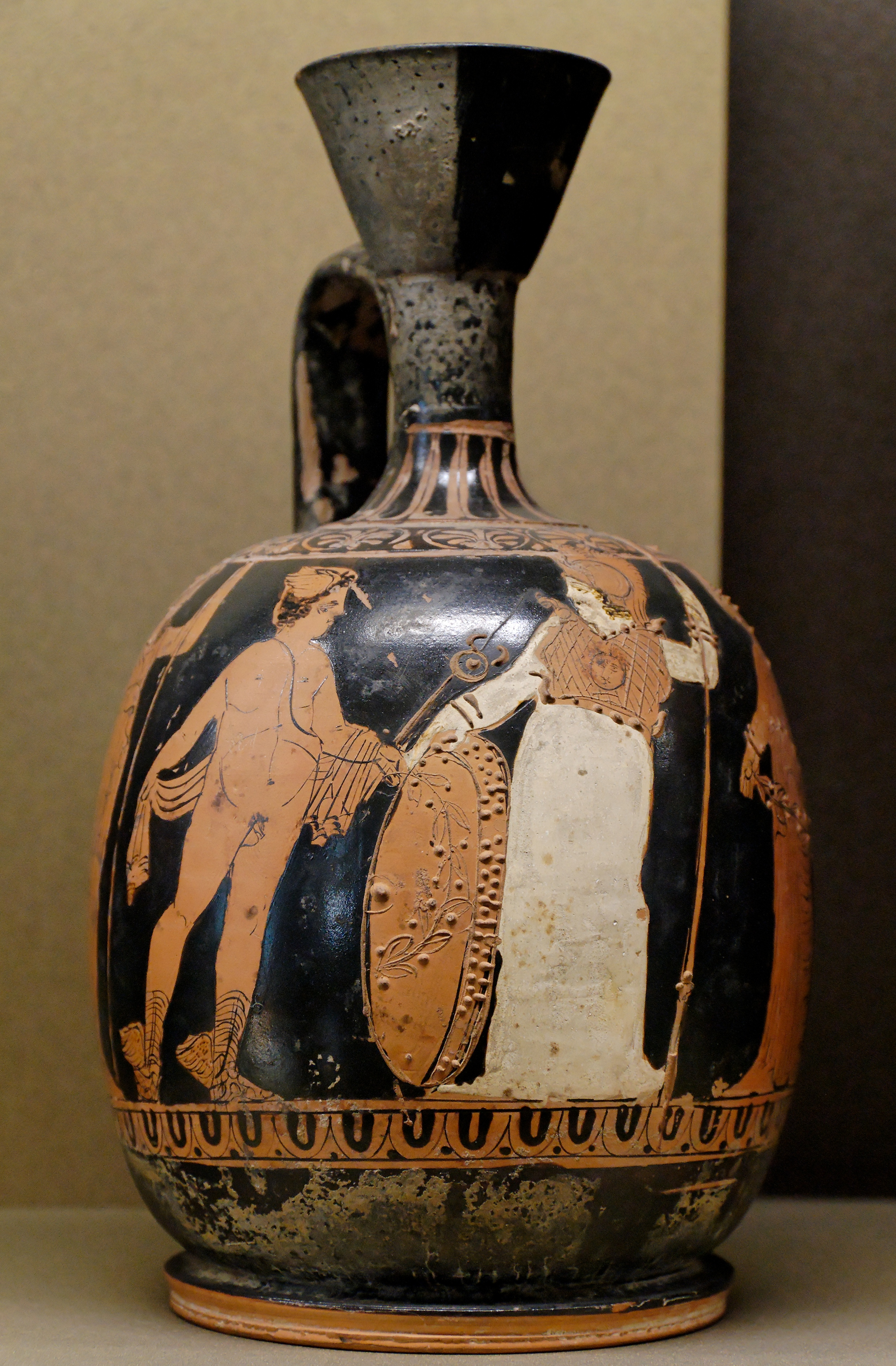
Lécito de figuras vermelhas do ático da Grécia Antiga, mostrando Atena carregando um ramo de oliveira como padrão em seu escudo; cerca de 400 aC, de Atenas.
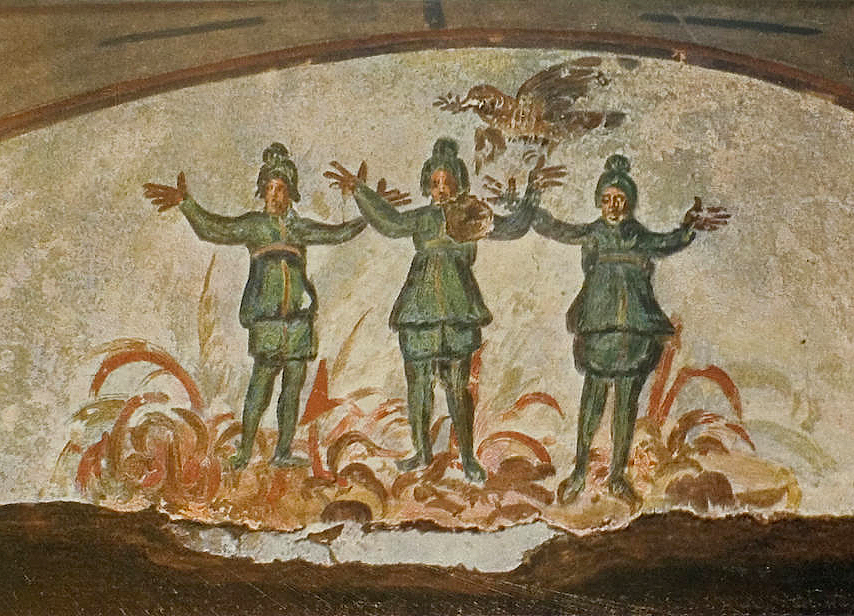
Pintura mural da antiga Catacumba Cristã de Priscila em Roma, séculos III/IV dC, mostrando três figuras em uma fogueira acima das quais voa uma pomba com um ramo no bico.
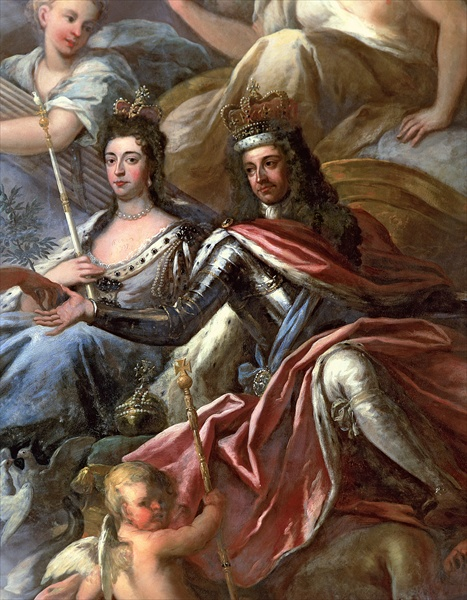
Guilherme III e Maria II recebem o ramo de oliveira da Paz. Pintura de James Thornhill, c.1700, Old Royal Naval College, em Greenwich.
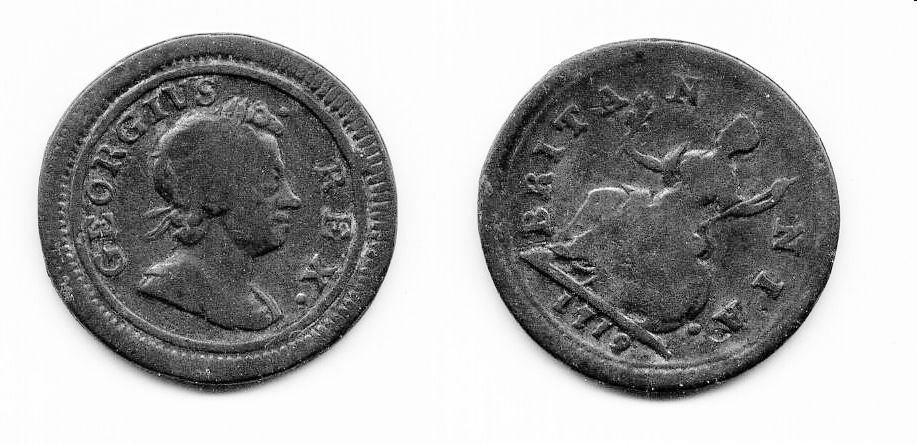
Um farthing de George I, 1719, mostrando a Britânia com uma espada e um ramo de oliveira.
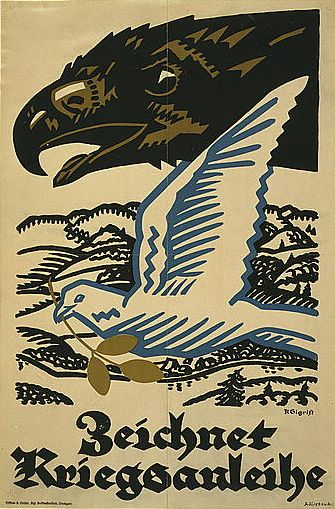
Um pôster de empréstimo de guerra alemão, 1917.
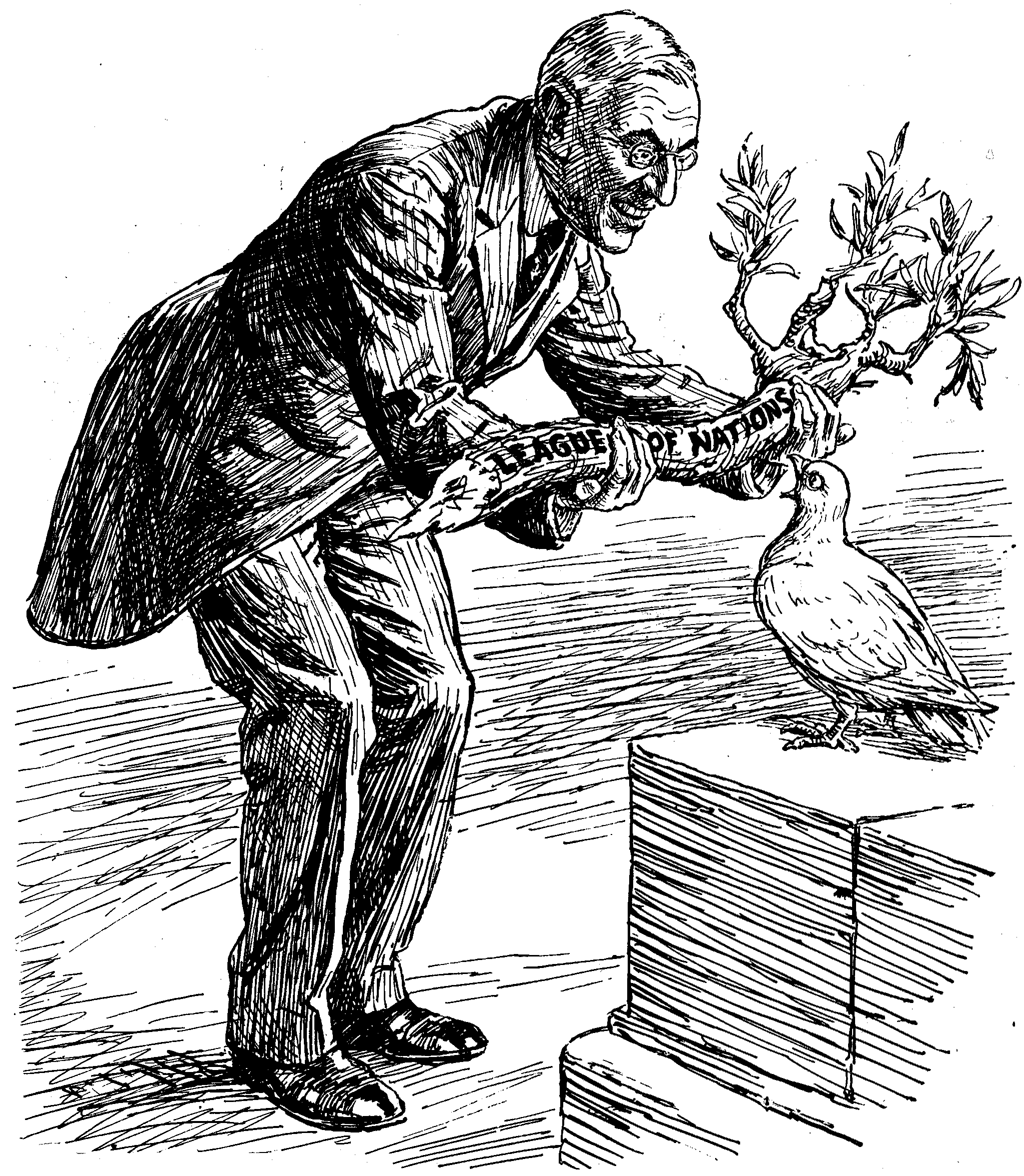
Desenho animado da revista Punch, 1919. "SOBREPESO. Presidente Wilson: 'Aqui está o seu ramo de oliveira. Agora ocupe-se.' Pomba da Paz: 'Claro que quero agradar a todos; mas isso não é um pouco grosso?'"
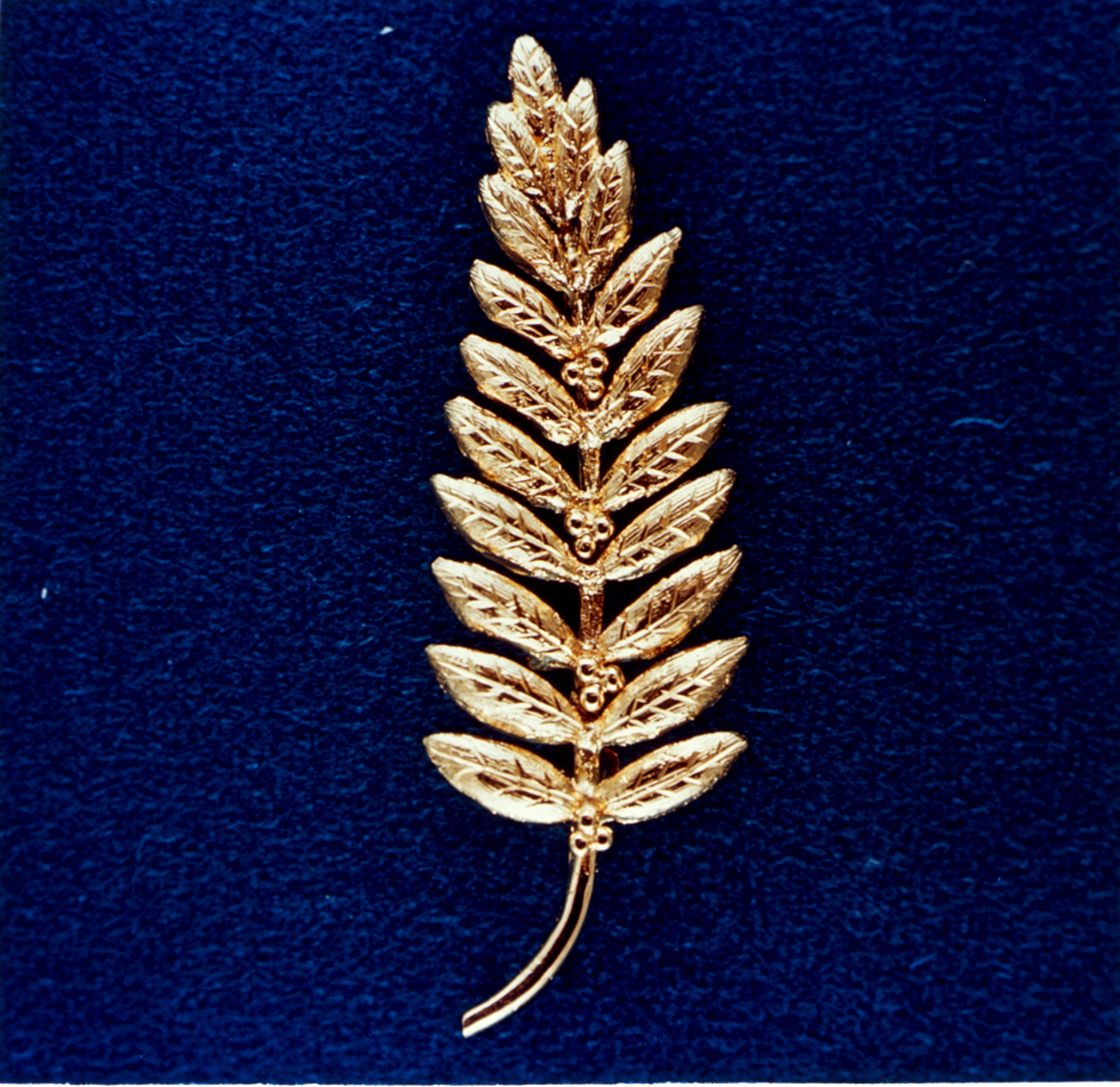
Ramo de oliveira dourado deixado na Lua por Neil Armstrong na missão Apollo 11 de 1969 como símbolo de paz.
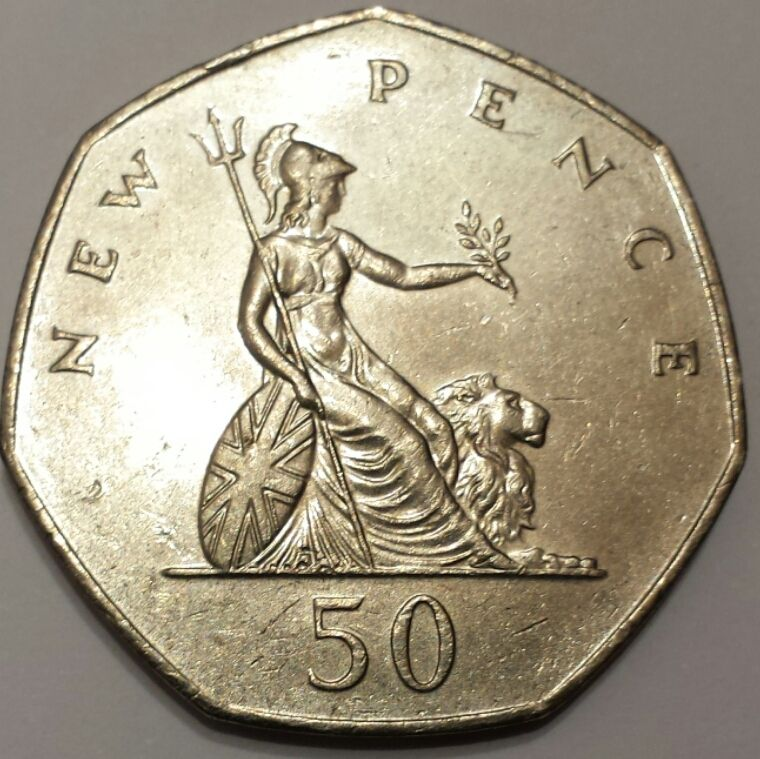
Cinquenta centavos do final do século XX mostrando a Britânia com um tridente e um ramo de oliveira.